# Херьедален
Херьедален (швед. Härjedalen) — историческая провинция в центральной части Швеции, в историческом регионе Норрланд. Граничит с Норвегией, а также с провинциями Даларна, Хельсингланд, Медельпад и Емтланд. Территория провинции в основном относится к одноименному современному муниципалитету лена Емтланд, однако, небольшие участки относятся к лену Даларна. Крупнейший населенный пункт и (неофициальный) центр провинции — Свег.
Название «Херьедален» происходит от древнего западно-норвежского названия Herjárdalr, что буквально означает «Долина реки Херье».
Изначально провинция принадлежала Норвегии, затем в составе же Норвегии Дании, которая в 1645 году уступила её по миру в Брёмсебру Швеции.